# Blocus de la Crimée par l'Ukraine

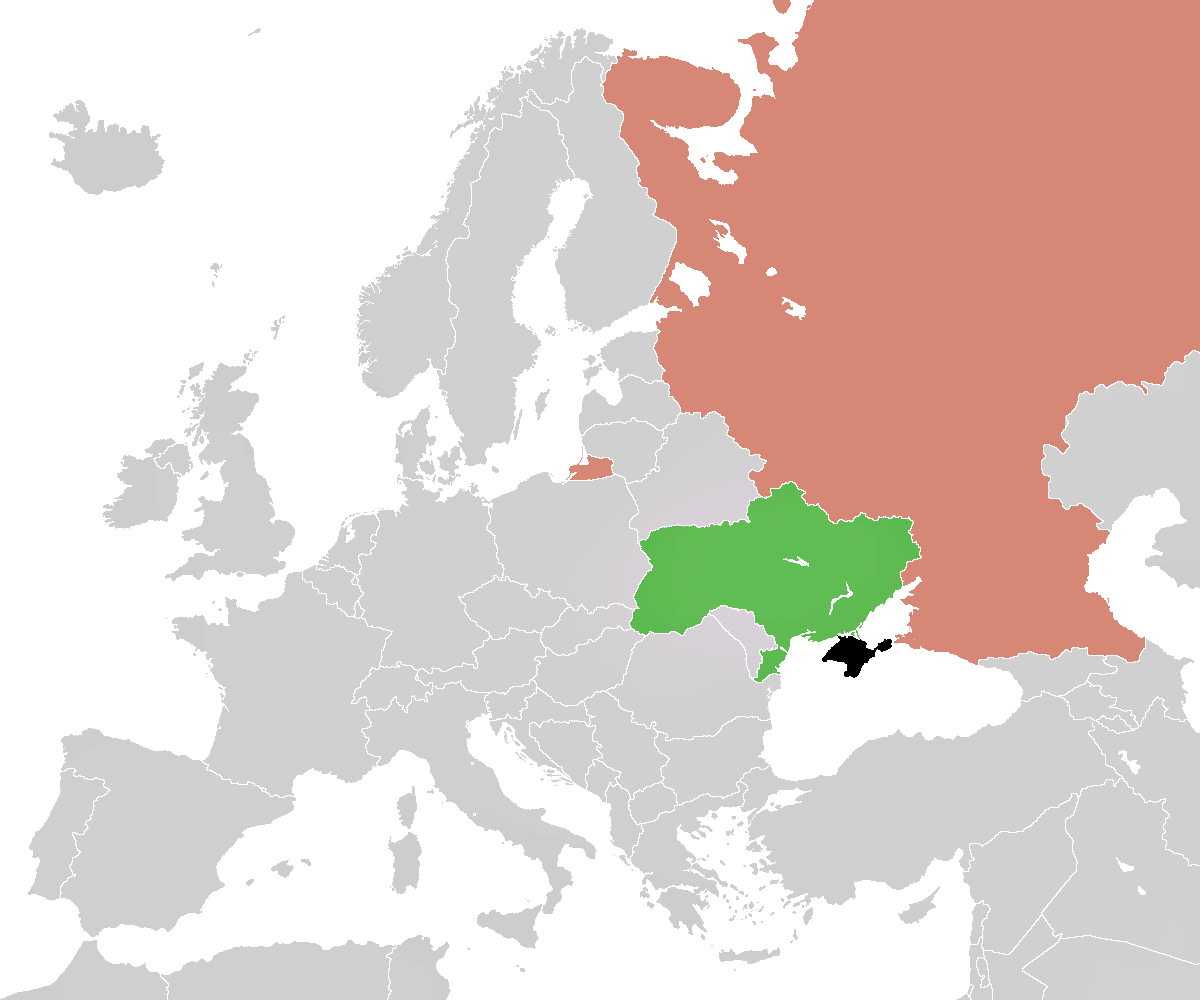
Carte montrant les territoires de l'Ukraine (vert), de la Russie (rose) et de la Crimée (noir).

Le blocus économique de la Crimée par l'Ukraine est un blocus mené par des activistes d'organisations publiques d'Ukraine à l'encontre de la Crimée, annexée à la Russie à la suite de la crise de Crimée de 2014. Il a été mis en place le 20 septembre 2015 à l'initiative de la présidence du Majlis des Tatars de Crimée comme un « blocus civil de la Crimée » visant à arrêter l'approvisionnement de produits alimentaires. Le 28 septembre 2015, une liaison ferroviaire acheminant des matières premières (minerais d'ilménite) a également été interrompue, visant les industries lourdes de Crimée, en particulier Ukrainian Chemical Products à Armiansk,,.
En octobre 2015, des activistes tatars de Crimée et ukrainiens ont effectué une première tentative de mise en place d'un blocus énergétique de la Crimée en abîmant des pylônes de lignes à haute tension de l'oblast de Kherson reliant la presqu'île à l'Ukraine continentale. Du 20 au 22 novembre, des inconnus ont fait sauter les pylônes de quatre lignes à haute tension, occasionnant une coupure d'électricité totale en Crimée et dans certaines parties d'Ukraine. Après cela, les activistes ont empêché durant deux semaines le rétablissement des lignes.
Le 23 novembre, le gouvernement ukrainien, en réponse à la proposition du président Porochenko de cesser les livraisons de denrées à la Crimée, a annoncé l'arrêt temporaire de la circulation des poids-lourds par la frontière avec la Crimée. Le 16 décembre, le gouvernement Ukrainien a décidé l'arrêt du transit de marchandises et de services en provenance et vers la Crimée « quel que soit le régime douanier […] sauf pour les effets personnels, les produits alimentaires d'importance sociale et l'aide humanitaire ». La décision est entrée en vigueur 30 jours plus tard. Le 31 décembre, le blocus civil a été arrêté.

## Contexte
Le 15 avril 2014, la Rada a déclaré que le territoire de la République autonome de Crimée et Sébastopol subissaient une occupation temporaire de la part de la Russie.
En avril 2014, les autorités ukrainiennes ont interrompu le Canal de Crimée du Nord, et mi-2015, la livraison de matériaux de construction a été suspendue. De septembre à décembre 2014, l'alimentation en électricité a été limitée; cette limitation a pris fin le 30 décembre 2014, quand les contrats de livraison de charbon et d'électricité de Russie à l'Ukraine ont été signés.
Le 25 avril 2014, la frontière russe a été établie entre la Crimée et l'Ukraine,.
Le 12 août 2014, la Rada d'Ukraine a adopté une loi qui prévoyait entre autres l'accomplissement de formalités de douane lors du passage de marchandises à travers la frontière entre la Crimée et l'Ukraine. Le 27 septembre 2014, la douane ukrainienne a commencé à appliquer cette loi, exigeant des déclarations d'import ou d'export au passage des marchandises,.
Le 27 décembre 2014, à la suite de la décision du Conseil de défense et de sécurité nationale d'Ukraine, le transit de voyageurs vers la Crimée est devenu interdit par les voies routière et ferroviaire.

## Le blocus civil

### Exigences des organisateurs
Le 8 septembre 2015, lors d'une conférence de presse à Kiev, les instigateurs de l'action, le député Moustafa Djemilev, le président du Majlis des Tatars de Crimée et député Refat Choubarov et le vice-président du Congrès mondial des Tatars de Crimée Lenour Isliamov ont présenté le document « Exigences des participants du blocus de la Crimée envers les autorités russes », parmi lesquelles figurent :
- la libération des activistes ukrainiens et tatars de Crimée prisonniers des forces russes (Nadia Savtchenko, Oleh Sentsov, Alexandre Koltchenko, Alexandre Kostenko, Moustafa Degermendja, Ali Asanov et Tair Smedliaev) ;
- l'arrêt des persécutions envers les tatars de Crimée ;
- la création de conditions de travail libre pour les médias et journalistes étrangers ;
- la levée des interdictions de territoire à l'encontre des dirigeants tatars de Crimée (Moustafa Djemilev et Refat Choubarov, interdits d'entrer en Crimée en 2014 pour une durée de cinq ans pour incitation à la haine ethnique).

Par la suite, d'autres exigences ont été ajoutées concernant l'accès à la Crimée de représentants d'organisation internationales pour observer la situation en matière de droits de l'homme, et le « rétablissement des droits démocratiques tels qu'ils existaient en Crimée sous le gouvernement ukrainien ».

### Actions de activistes
La première action, à laquelle participaient des activistes tatars de Crimée et des membres de Secteur droit et du Régiment Azov, a eu lieu le 20 septembre 2015 simultanément à trois points de contrôles de l'oblast de Kherson, et consistait à fermer la route aux camions à l'aide de blocs de béton. La voie ferrée vers Armiansk a été coupée par des activistes de l'« Union Pan-Ukrainienne des Vétérans ATO » à l'aide de plaques de béton le 28 septembre.
Le président d'Ukraine Petro Porochenko, soutenant l'action, a déclaré que son but était «la reprise rapide de la souveraineté nationale sur la péninsule». Selon le Président Porochenko, les garde-frontières et le ministère de la Défense avaient reçu l'ordre de maintenir l'ordre et de s'assurer de l'absence de provocation pendant les actions.
Puis, alors que le passage de la frontière restait bloqué pour les camions, les membres de Secteur droit et du Majlis ont commencé à limiter le passage de la frontière pour les automobilistes en établissant le contrôle des papiers des conducteurs et la vérification de leurs données avec la liste des « traitres » sur le site « Mirotvorets ».
Le 12 décembre 2015, des représentants de Secteur droit ont déclaré l'arrêt de l'action de leur organisation dans le blocus civil de la Crimée et le retrait de leurs permanences aux points de contrôle, expliquant cette décision par des désaccords avec leurs partenaires de blocus, qui « les écartaient de fait des prises de décisions ».

### Blocus énergétique
Le système énergétique de la Crimée est déficitaire, et dépend historiquement de l'alimentation en électricité depuis d'autres régions d'Ukraine (des centrales thermique et nucléaire de Zaporijjia, et du réseau d'énergie de l'oblast de Mykolaïv) par quatre lignes à haute tension :
- Melitopol - Djankoï (330 kV),
- Kakhovka - Djankoï (330 kV),
- Kakhovka - Ostrovskoe (330 kV),
- Kakhovka - Titan (220 kV, branche terminale alimentant Armiansk et Krasnoperekopsk[30]).

Fin 2014, la Russie et l'Ukraine ont signé deux contrats pour la période du 30 décembre 2014 au 31 décembre 2015. Le premier prévoyait la fourniture d'électricité pour un volume de 1 500 MW, le deuxième impliquait l'alimentation en électricité de la Crimée par l'Ukraine sans interruption sur la même période. L'approvisionnement en électricité depuis la Russie permit entre autres à l'Ukraine de satisfaire ses besoins pendant la réparation de la centrale nucléaire de Rivné.
Dans la nuit du 6 octobre 2015, des inconnus ont abîmé les pylônes d'une des lignes à haute tension réalisant l'alimentation en électricité de la Crimée. Secteur Droit a déclaré initialement n'avoir pas de lien avec cet incident et l'a qualifié de « provocation » destinée à discréditer le blocus civil de la Crimée. Cependant, les activistes de Secteur Droit ont, par la suite, soutenu les membres du Régiment Azov et les partisans du Majlis, qui empêchaient les réparations des pylônes par les spécialistes de «DnieprEnergo». Les activistes ont tenté d'entraver les travaux, exigeant que l'« alimentation en électricité de la Crimée soit interrompue, de même que les biens de consommation, ».

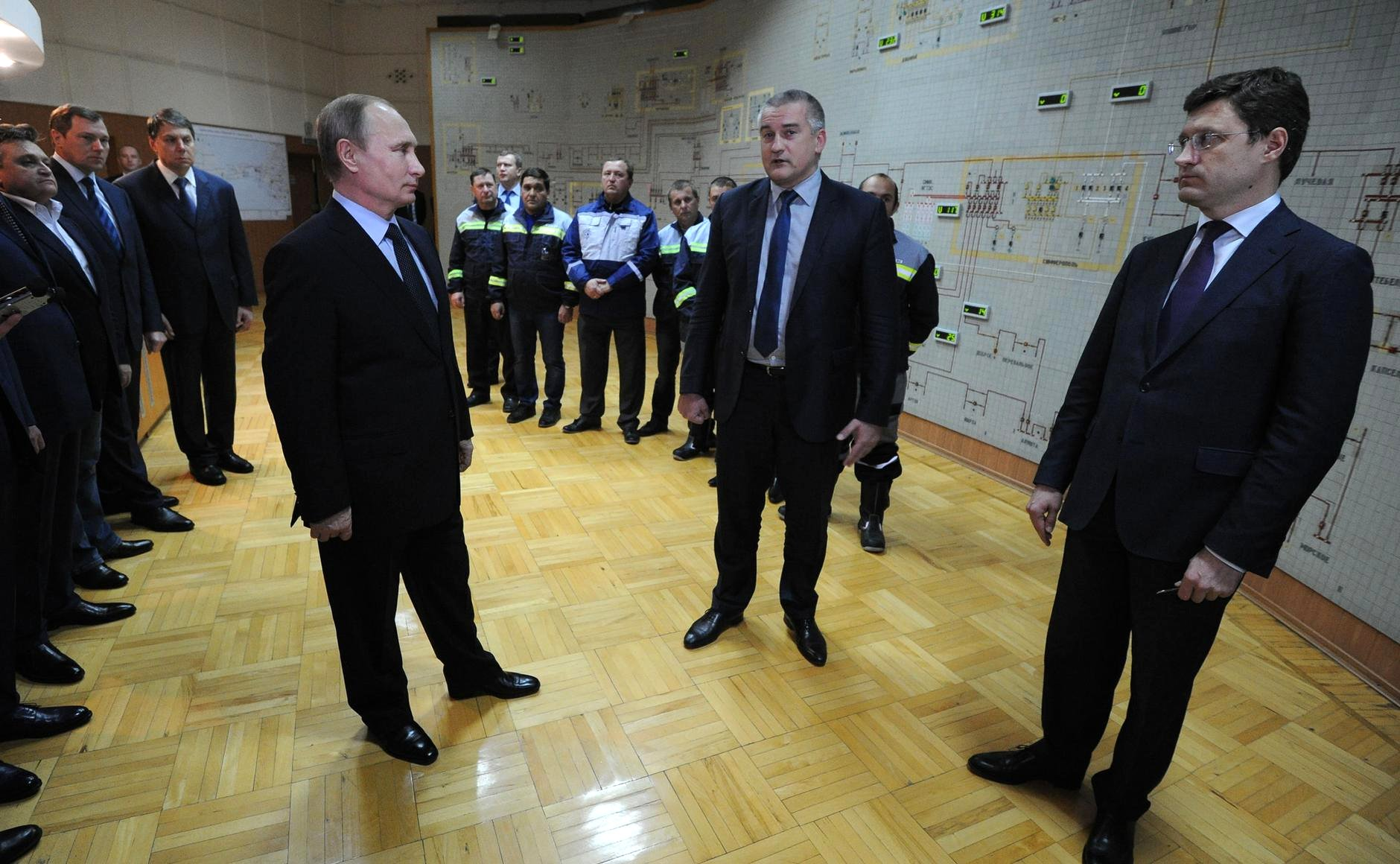
Lancement de la première étape du pont énergétique. Vladimir Poutine, à gauche, le ministre de l'Énergie Alexandre Novakom et le Premier ministre de Crimée Sergueï Aksionov à Simferopol, le 2 décembre 2015.

Dans la nuit du 13 novembre 2015, avec la réparation de la centrale nucléaire de Rivné, l'Ukraine mit fin au contrat d'achat d'électricité à la Russie.
Entre le 20 et le 22 novembre 2015, les pylônes des lignes à haute tension alimentant la Crimée ont été détruits, provoquant l'interruption totale de l'alimentation en électricité de la péninsule, après quoi les activistes ont empêché le rétablissement des lignes pendant deux semaines,.
Les travaux de la Russie pour créer un pont énergétique avec la Crimée se sont alors accélérés, permettant la mise en place d'un premier câble unissant le réseau électrique de la Crimée avec le réseau du Sud de la Russie. Les organisateurs du blocus énergétique, dont les représentants du Majlis des Tatars de Crimée, ont annoncé sa levée partielle et autorisé la remise en service de la ligne à haute tension Kakhovka - Titan. Le 8 décembre, Secteur Droit a subséquemment annoncé l'arrêt de sa participation dans le blocus en raison de dissensions avec leurs partenaires.
Le ministère de l'Énergie de Russie a confirmé que la ligne à haute tension Kakhovka - Titan - Krasnoperekopsk était à nouveau fonctionnelle le 8 décembre 2015,.
Dans la nuit du 30 au 31 décembre 2015, l'alimentation électrique de la Crimée en provenance d'Ukraine a été à nouveau coupée, du fait de la chute d'un pylône sous l'effet d'un fort vent selon les autorités ukrainiennes (mais d'autres sources évoquent une explosion). L'alimentation en électricité n'a pas été rétablie à cause des longueurs occasionnées par les négociations sur la reconduite des contrats d'énergie entre la Russie et l'Ukraine. L'Ukraine exigeait que le contrat mentionne que l'électricité soit vendue à la Crimée et à Sébastopol, en tant que parties de l'Ukraine, ce que la Russie ne voulait pas accepter,.
En raison de ces exigences, la Russie a effectué un sondage d'opinion auprès des habitants de Crimée, les sondés devant répondre aux questions suivantes :
- « Soutenez-vous la conclusion d'un accord commercial avec l'Ukraine pour la fourniture d'une partie de l'électricité à la Crimée et à Sébastopol, s'il mentionne que la Crimée et Sébastopol font partie de l'Ukraine ? »
- « Êtes-vous prêt à endurer des difficultés temporaires dues à des coupures mineures de courant dans les prochains 3 à 4 mois ? ».

L'organisme de sondage rapporte que 93,1 % des Criméens n'étaient pas d'accord avec l'inclusion d'une mention d'appartenance de la Crimée à l'Ukraine dans le contrat de fourniture d'énergie.

## Réactions

### Société ukrainienne
L'action du Majlis des Tatars de Crimée a été soutenue par des activistes du bataillon Aidar, de l'organisation Secteur droit, mais aussi par des représentants du régiment Azov.
Selon le représentant du gouvernement de l'oblast d'Odessa Mikheil Saakachvili, le blocus de la Crimée n'aurait pas dû être effectué par des civils, mais par le gouvernement.
Selon le leader de la faction parlementaire Bloc d'opposition Iouri Boïko, le but sous-jacent du blocus est de déstabiliser le pays.

### Communauté internationale
L'assistant du Secrétaire général de l'ONU Ivan Chimonovitch a déclaré le 29 septembre 2015 au cours d'un discours devant le Haut-Commissariat des Nations unies aux droits de l'homme à Genève que le blocus économique de la péninsule de Crimée accroit les dissensions entre Kiev et Simferopol et augmente les problèmes des deux camps : « Même si la déception qui a éclaté au sein des Tatars de Crimée face à la situation en Crimée est parfaitement compréhensible, je crois que ce sont les habitants de Crimée qui en fin de compte font les frais de cette initiative. Cela peut mener à une augmentation des désaccords entre l'Ukraine et la Crimée, mais également épuiser économiquement les deux camps, à un moment où aucun d'eux ne peut se le permettre, ».
Le 9 décembre 2015, la présidence du Haut-Commissariat des Nations unies aux droits de l'homme a présenté un rapport sur la situation en Ukraine, dans lequel, en particulier, étaient mises en évidence les infractions aux droits de l'homme dues aux activistes dans le cadre du blocus alimentaire, : « Les activistes prenant part au blocus ont illégalement joué un rôle de force de l'ordre, comme pour le contrôle des papiers d'identité et la perquisition des moyens de transport, avec la complaisance flagrante des autorités ukrainiennes ». Il mettait également en avant le fait que les volontaires paramilitaires masqués et encagoulés avaient arrêté et inspecté des véhicules légers, même si le blocus ne concernait que les camions. Ceux qui refusaient d'être contrôlés ont fait l'objet de menaces verbales et physiques. Selon les auteurs du rapport, les participants du blocus consultaient une « liste des traitres » sur la base de laquelle ils procédaient à des arrestations. Le rapport donnait l'exemple du tabassage d'un habitant de Crimée sur lequel on avait trouvé un passeport russe émis en Crimée.

### Conseil gouvernemental de Crimée
Le 13 janvier 2016, le conseil gouvernemental de la République de Crimée a fait une déclaration dans laquelle il considérait le blocus énergétique de la péninsule de la part de l'Ukraine comme un génocide des Criméens : « le blocus de la Crimée sous l'égide des députés de la Rada Moustafa Djemilev, Refat Choubarov et d'un groupe de personnes agissant de fait sous le contrôle des autorités ukrainiennes sous la direction de Lenour Islyamov se prolonge depuis plus de quatre mois. Cela se reflète dans les rapports quotidiens de la Mission spéciale d'observation de l'OSCE en Ukraine et est un exemple clair de violation patente des droits de l'homme, de crime de haine, de génocide envers la population de Crimée ».

## Conséquences du blocus et mesures en réaction

### Blocus des denrées
Des inquiétudes entouraient l'entreprise Titan de Crimée, dont la production aurait pu être suspendue en raison de l'arrêt de livraison de minerais. Plus tard, cependant, il apparut que l'entreprise continuait de fonctionner normalement.
Du fait du blocus, le ministère des Transports de la Russie a pris la décision de rendre prioritaires les transporteurs de carburants et de denrées comestibles sur le ferry de Kertch, ce qui a limité le transport de certaines marchandises, en particulier les engrais minéraux.
Immédiatement après le début du blocus, environ 30 réseaux de distribution et producteurs de denrées de Crimée ont signé avec le gouvernement de Crimée un mémorandum d'entente dans le but de stabiliser les prix sur le marché des produits de nécessité sur la presqu'île et de contenir la potentielle hausse des prix.
Une réserve alimentaire stratégique a été créée, qui devait aider à contenir la hausse des prix et la pénurie en cas de panne du ferry de Kertch.
Selon le service gouvernemental des statistiques d'Ukraine, à cause du blocus, le transport de marchandises depuis l'Ukraine continentale vers la Crimée en septembre 2015 a baissé de 31,1 % par rapport à août, pour un volume de 44,6 millions de dollars.

### Blocus énergétique
Avec l'arrêt de l'alimentation en électricité depuis l'Ukraine continentale, un régime d'urgence a été mis en place avec des coupures de courant régulières, étant donné que les capacités de production d'électricité de la presqu'île ne pouvaient satisfaire qu'environ 30 % de la demande. Pour économiser de l'énergie, des entreprises de Crimée ont été arrêtées. Des générateurs diesel et des stations électriques mobiles ont été acquis, ce qui a permis de réduire le nombre de personnes privées de courant d'un million à 192 mille.
L'une des mesures prises par le gouvernement russe a été l'accélération de la construction d'un pont énergétique avec la Crimée,. Le 2 décembre 2015, le président russe Vladimir Poutine s'est rendu spécialement à Simferopol pour lancer la première étape de ce pont énergétique. La première étape du pont énergétique a pu être achevée avant le début de la saison de chauffage complet. Le 15 décembre, le deuxième câble de la première étape du pont énergétique a été achevée, permettant de fournir 200 MW supplémentaires.
En réponse au non rétablissement des lignes à hautes tension vers la Crimée par les autorités ukrainiennes, la Russie a suspendu ses livraisons de charbon aux entreprises d'énergie et de métallurgie d'Ukraine.

### Levée partielle du blocus énergétique
Le 8 décembre, après la levée partielle du blocus énergétique, le ministère de l'Énergie russe a décidé de désactiver les sources d'énergie redondantes. Pour cela, d'autres sources d'énergie ont été transférées en Crimée, en particulier deux stations électriques mobiles de 22,5 MW chacune depuis Vladivostok, dont la première rejoignit la Crimée le 17 décembre.
Le 7 décembre, Sergueï Aksionov a déclaré que les autorités de Crimée refuseraient l'électricité en provenance d'Ukraine au cas où les lignes seraient rétablies : « Nous refusons depuis longtemps déjà ce qui vient d'Ukraine. Ils ont arrêté les livraisons de matériaux de construction il y a six mois, de nourriture il y a trois mois, ils commencent à nous couper l'eau. L'électricité représentait le dernier "fil" qui nous reliait à l'Ukraine. Et aujourd'hui, nous sommes complètement coupés, et ne voulons pas à nouveau supporter de telles relations ».
Le service de presse du ministère de l'Énergie de Russie a cependant déclaré le 8 décembre que, bien que les stations électriques mobiles à turbines à gaz et les générateurs diésel aient permis de sortir de la période de crise, assurer l'alimentation électrique complète des infrastructures sociales sans coupure pour les usagers nécessiterait des installations électriques plus durables, et que les autorités ukrainiennes devaient respecter le contrat de fourniture d'électricité à la Crimée.
Le 9 décembre, le président russe a autorisé la livraison de charbon en Ukraine à la suite du rétablissement des liaisons électriques de l'Ukraine continentale à la Crimée.
Dans la nuit du 30 au 31 décembre 2015, l'alimentation électrique par la dernière ligne à haute tension encore fonctionnelle entre l'Ukraine et la Crimée a finalement été coupée.

### Poursuite pénale des organisateurs du blocus
La procureure de la République de Crimée Natalia Poklonskaïa a annoncé que les organisateurs du blocus énergétique de la Crimée causaient de graves dommages à la région, qu'ils figureraient sur la liste des personnes recherchées en Russie, et que leurs avoirs en Russie seraient gelés. La direction criméenne du FSB a entamé une procédure pénale contre eux requérant 20 ans de prison.
La justice a déjà prononcé le gel des avoirs de Lenour Islyamov, l'un des organisateurs du blocus.

## Mesures prises par les autorités ukrainiennes
Le 23 novembre 2015, le président d'Ukraine Petro Porochenko a proposé au gouvernement ukrainien d'étudier la question de l'arrêt de la circulation des transports de marchandises entre l'Ukraine et la Crimée. Le même jour, le Premier ministre Arseni Iatseniouk a organisé une réunion du gouvernement où l'alimentation en énergie et en biens de consommation de la Crimée a été étudiée, à l'issue de laquelle le gouvernement a momentanément interdit le passage des camions à la frontière avec la Crimée.
Le 16 décembre 2015, le gouvernement ukrainien a décidé l'arrêt des échanges de travaux, marchandises et services avec la Crimée. L'arrêté ne s'étend pas aux importations de marchandises ayant un intérêt stratégique pour l'économie et la sécurité de l'Ukraine, sur confirmation du ministère du Développement économique et du Commerce, ainsi qu'à la fourniture à la Crimée d'aide humanitaire par les ONG humanitaires figurant sur la liste établie par le ministère de la Politique sociale. L'arrêté entre en vigueur 30 jours après son adoption. La fourniture d'électricité à la Crimée requiert l'approbation du Conseil de défense et de sécurité nationale d'Ukraine. L'arrêt ne s'étend pas aux « effets personnels des citoyens transportés en bagage, ni aux produits alimentaires d'importance sociale, dont la somme n'excède pas 10 000 UAH et le poids ne dépasse pas 50 kg par personne. Cette exception relative aux produits alimentaires ne s'applique qu'aux personnes ne transportant des marchandises dans la zone temporairement occupée qu'une fois par jour », a déclaré le service de presse du gouvernement.

## Crédits
- (ru) Cet article est partiellement ou en totalité issu de l’article de Wikipédia en russe intitulé « Блокада Крыма со стороны Украины » (voir la liste des auteurs).